# Железнодорожные системы Карлоса Антонио Лопеса
Железнодорожные системы Карлоса Антонио Лопеса (исп. Ferrocarril Carlos Antonio López) — название, данное в 2000 году Центральной железной дороге Парагвая (FCCP), единственному средству железнодорожного транспорта в Парагвае.
Согласно парагвайским туристическим брошюрам, в Парагвае работает последний в мире паровой железнодорожный транспорт, регулярно перевозящий пассажиров с 1861 года, сохраняя свои старые станции и цеха в Сапукае.

## История
Президент Карлос Антонио Лопес в 1854 году с целью подготовки к строительству первой парагвайской железной дороги послал в Лондон своих сыновей — Франсиско Солано Лопеса и Венансио Лопеса Каррильо. В Великобритании для закупки железнодорожного оборудования они наняли инженеров-консультантов братьев Джона и Альфреда Блайтов. В том же году были наняты другие британские инженеры — Джордж Паддисон, Джордж Томпсон, Ивил П. Бернелл и Генри Валпи по приказу Джона Уайтхеда.
Строительство началось в 1857 году, и в июне того же года было проложено 415 метров от Арсенала, расположенного в северо-западной части города, до берега реки недалеко от порта Асунсьона. В 1859 году ветка достигла площади Сан-Франциско (ныне Уругвайская площадь), связав набережную с таможней.
Первый поезд с материалами отправился по маршруту от порта до площади Сан-Франциско 14 июня 1861 года.
21 сентября 1861 года был открыт участок от Центрального вокзала до Ибирати-Тринидада, где расположен Ботанический сад Мойсеса Бертони (ныне это станция Ботанический сад). 25 декабря 1861 года был открыт участок до станции Луке, а в начале 1862 года — до Арегуа. 27 марта 1862 года дорога была проложена до пункта Гуасу-Вира в Итаугуа, а 2 августа 1864 года был открыт участок между Пираю и Серро-Леоном. 6 октября 1864 года ветка дошла до запланированного конечного пункта в Парагуари.
После окончания Парагвайской войны железная дорога была продана для погашения контрибуции, наложенной Бразилией. В 1886 году она перешла обратно к правительству Парагвая, после чего была проложена ещё одна ветка до Вильяррики.
В 1887 году президент Патрисио Эскобар санкционировал продажу железной дороги, создав коммерческую компанию The Paraguay Central Railway Co., поэтому дорога была переименована в «Центральную железную дорогу Парагвая» (Ferrocarril Central del Paraguay; FCCP). В апреле 1889 года компания подписала строительный контракт, основанный на выдаче государственных инвестиций в венчурные фонды. К 1891 году ветка была продлена до реки Пирапо. В 1894 году работы железнодорожного цеха Сапукая были прекращены. В 1907 году The Paraguay Central Railway Co. после переговоров с правительством стала единственным владельцем железной дороги.
В 1910 году правительство Аргентины выпустило обыкновенные акции на сумму в 220 тыс. фунтов стерлингов для того, чтобы соединить Северо-восточную железную дорогу Аргентины с парагвайской железнодорожной веткой. Часть денег пошла на строительство парагвайского участка от реки Пирапо до приграничного города Энкарнасьона. Там на реке Парана была построена пристань Паку-Куа, с которой в октябре 1913 года началось паромное сообщение до аргентинского города Посадаса, расположенного напротив Энкарнасьона. Соединение с аргентинской железнодорожной сетью вызвало необходимость модификации колеи железной дороги Парагвая до стандарта, использовавшегося на дорогах аргентинского Междуречья (1435 мм), что в итоге позволило открыть маршрут до Буэнос-Айреса. В 1914 году была открыта ветка между Сан-Сальвадором и Хенералем-Эухенио-Алехандрино-Гараем (департамент Гуайра), которая в 1919 году была расширена до Абаи (департамент Каасапа) в направлении бразильского Фос-ду-Игуасу, однако этот проект так и не был завершён.
В 1951 году правительство Парагвая вмешалось в работу железной дороги из-за технических сбоев и проблем с обслуживанием, а в 1961 году выкупило её за 200 тыс. фунтов стерлингов сроком на 20 лет. Министерство общественных работ и связи взяло на себя управление национализированной железной дорогой.
В 2000 году был принят закон, согласно которому железнодорожная сеть Парагвая была переименована в Железную дорогу Карлоса Антонио Лопеса (FCPCAL). В 2002 году президент Луис Гонсалес Макки издал указ о создании с целью приватизации компании Ferrocarriles del Paraguay S.A., в которой в качестве основного акционера выступало государство.

## Объект наследия
В 1993 году железнодорожный комплекс и английская деревня Сапукая впервые были предложены для включения в список объектов всемирного наследия ЮНЕСКО. 17 января 2018 года эти объекты были включены в предварительный список всемирного наследия ЮНЕСКО.
В начале 2010 года с помощью специального гранта от посольства Японии в Сапукае был запущен туристический проект по восстановлению разрушенного склада железнодорожного комплекса. Восстановительные работы начались в январе 2011 года и завершились в том же году.
Железнодорожные цеха Сапукая продолжают работу по сей день, несмотря на устаревшее оборудование, значительно превысившее срок службы. Поскольку в мире запчасти для старых паровозов больше не производятся, цеха в Сапукае являются монополистом в изготовлении необходимых деталей.
Помимо исторических объектов и продолжения использования паровозов полуторавековой давности, Сапукай выделяется своими красивыми пейзажами, будучи окружённым холмами с пышной растительностью.

## Станции
Станции железнодорожной системы Карлоса Антонио Лопеса: Асунсьон, Ботанический сад (Хардин-Ботанико), Луке, Арегва, Ипакарай, Пирайю, Парагуари, Сапукай, Хенераль-Бернардино-Кабальеро, Тебикуари, Вильяррика, Сан-Сальвадор (отсюда начинается ответвление в Абаи), Масьель, Йегрос, Юти, Хенераль-Артигас, Коронель-Богадо, Энкарнасьон, Паку-Куа. Далее по международному мосту Сан-Роке-Гонсалес-де-Санта-Крус дорога соединяется уже с аргентинской сетью.